# Witali Sawin
Witali Sawin (russisch Виталий Анатольевич Савин, Witali Anatoljewitsch Sawin, engl. Transkription Vitaliy Savin; * 23. Januar 1966 in Schesqasghan, Kasachstan) ist ein ehemaliger kasachischer Sprinter und Olympiasieger, der bis 1991 für die Sowjetunion und 1992 für die Gemeinschaft Unabhängiger Staaten antrat. 
Bei den Olympischen Spielen 1988 in Seoul schied er im Viertelfinale des 100-Meter-Laufs aus. In der 4-mal-100-Meter-Staffel verlor die US-Staffel bereits im Vorlauf den Stab, womit der Ausgang des Finales offen war. In 38,19 s gewann die Staffel der Sowjetunion vor Großbritannien und Frankreich. Hinter Wiktor Bryshin, Wladimir Krylow und Wladimir Murawjow fungierte Witali Sawin als Schlussläufer. 
Bei den Halleneuropameisterschaften 1989 wurde Sawin in 6,68 s Siebter über 60 Meter. Den gleichen Platz belegte er bei den Hallenweltmeisterschaften 1991, diesmal in 6,66 s. Bei den Weltmeisterschaften in Stuttgart schied Sawin über 100 Meter im Viertelfinale aus. Mit der Staffel belegte er den siebten Platz.
1992 trat Sawin für das Vereinte Team der Gemeinschaft Unabhängiger Staaten an. Bei den Halleneuropameisterschaften in Genua wurde er über 60 Meter in 6,54 s Zweiter hinter dem Briten Jason Livingston. In Barcelona bei den Olympischen Spielen erreichte Sawin das Halbfinale über 100 Meter. Beim letzten Auftritt einer gemeinsamen Staffel aus den sowjetischen Teilrepubliken reichten 38,17 s nur für Platz 5 im Finale, wobei außer Sawin kein Läufer mehr aus der Goldstaffel von 1988 dabei war. 
Ab dem folgenden Jahr trat Sawin für seine Heimat Kasachstan an, schied aber bei den Weltmeisterschaften 1993 in Stuttgart im Viertelfinale über 100 Meter aus. Er wurde bei den Hallenweltmeisterschaften 1995 in 6,65 s Achter über 60 Meter. Im Sommer schied er bei den Weltmeisterschaften in Göteborg erneut im Viertelfinale aus. Bei den Olympischen Spielen 1996 kam er nicht über den Vorlauf hinaus.
Witali Sawin ist 1,78 m groß und wog in seiner aktiven Zeit 84 kg.

## Persönliche Bestzeiten
- 50 m (Halle): 5,77 s, 17. März 1991, Den Haag
- 60 m (Halle): 6,51 s, 1. Februar 1992, Moskau
- 100 m: 10,08 s, 13. August 1992, Linz